# Lesgor
Lesgor – miejscowość i gmina we Francji, w regionie Nowa Akwitania, w departamencie Landy.
Według danych na rok 1990 gminę zamieszkiwało 268 osób, a gęstość zaludnienia wynosiła 10 osób/km² (wśród 2290 gmin Akwitanii Lesgor plasuje się na 911. miejscu pod względem liczby ludności, natomiast pod względem powierzchni na miejscu 333.).